# 迎媽祖 (木刻水印版畫)
《迎媽祖》木刻水印版畫是臺灣藝術家林智信創作於1975至1995年間的作品，耗時20年完成。靈感來自於畫家受媽祖感應，長年氣喘病神奇痊癒之際遇。
《迎媽祖》版畫以詳細寫實的媽祖繞境場景紀錄台灣早期的媽祖信仰文化，反映出藝術家取材自臺灣鄉土以及對媽祖信仰的崇敬。創作完成後曾受邀於其他國家展出，如：日本、立陶宛、拉脫維亞、德國、中國等地。
《迎媽祖》的媽祖飛昇圖也被運用在文創商品上，包含臺南古蹟限定媽祖賜芙、天后豌豆酥等，曾於上市後形成一波搶購熱潮。

## 背景
林智信小時候曾經隨祖父到臺南市參觀迎媽祖繞境活動，對繞境的活動場景留下印象。林智信曾多次表示，看到傳統信仰文化在工業社會的變遷過程中逐漸變調，包含儀式簡化、衣服道具粗俗、陣頭表演人員傳承出現斷層等，林智信擔心迎媽祖繞境會漸漸失傳，升起想要保存及紀錄迎媽祖繞境的想法。
40歲那一年，林智信的氣喘病再度發作，某日前往媽祖廟拜拜，發願創作一幅長軸《迎媽祖》版畫，希望媽祖庇佑他的氣喘病能夠好轉。沒多久，林智信的氣喘病竟然真的痊癒。1985年林智信開始廣泛搜集文獻史料、設計構圖，並三次重新修正圖稿及版畫尺寸；1987年，正好是媽祖昇天一千週年紀念，林智信選在重陽節的中午時刻正式開筆，進行版畫創作；1995年，林智信於60歲時完成《迎媽祖》巨幅版畫。
《迎媽祖》首展於臺北市立美術館舉行，除了臺灣以外，也受邀到國外的博物館展出，包括：臺中省立美術館、日本明治大學、立陶宛色立斯國家美術館（MK Čiurlionis National Museum of Art）、拉脫維亞國家歷史博物館（National History Museum of Latvia）、海峽兩岸文化處創意博覽會、德國慕尼黑國立民俗博物館（Museum Fünf Kontinente）、中國寧波博物館、高雄佛光山佛陀紀念館等。2022年，第一次於藝術家的故鄉臺南的國立臺南生活美學館完整展出68幅《迎媽祖》版畫。

## 畫作內容
《迎媽祖》版畫以媽祖繞境為場景，主要內容講述為了紀念媽祖飛昇1000週年，信徒參加遶境活動的場景。畫面從信徒於住家前擺設香案迎接媽祖開始、到最後完成繞境入廟，中間一隊隊的陣頭藝閣、參與廟宇、隨香信徒等，形成相連的活動場面。林智信以厚實的刀法刻劃出隨香信徒的樸拙與虔誠感，使得動態的繞境場景中，呈現出溫馨祥和的平衡感。總計68幅版畫共有1066個人物，沒有一個人物重複。
張承宗認為《迎媽祖》的出巡列隊專精考究，如「百百旗」已無法在現今的遶境中看到。畫作中亦可見到一些僅在南台灣地區特有的藝閣及陣頭，像是白鶴陣、牛犁歌陣、竹馬吹陣、十二婆姐陣等。

## 創作
《迎媽祖》版畫全長共124公尺，由寬3尺、長6尺的68張版畫連接而成。林智信以木刻水印方式創作，是自1980年後畫家常用的版畫技法。林智信的木刻水印版畫有其獨特的表現，畫家將版畫製作分解為2道手續：版印、再加以手工彩繪，這樣的表現手法既有版印的味道、又有手繪畫的趣味 。前奇美博物館館長潘元石認為：「林智信版畫有三個特色，一是刻刀用法靈活、二是取景時總能化繁為簡讓木刻的趣味更加顯現，三是套色豐富。」前國立歷史博物館館長黃光男覺得：「林氏作品刀法俐落簡潔、明快有力；用色大膽明確，光彩奪目，充分展現南台灣豔陽、庶民生活的力與美。」
《迎媽祖》具體詳細的繞境場景，讓觀者透過觀賞畫作了解臺灣早期的民間媽祖信仰。林智信表示：「從資料收集、揣研構圖、刻版、彩繪、典故說明等，均由本人一手擘劃獨立製作完成。《迎媽祖》收集了臺灣各地媽祖遶境中的重要陣頭、精采曲藝、藝陣和藝閣等，再精研篩檢其內容重點，依據傳統的形式及排列的程序，加以取之精隨、重新布局構圖而成為現在的全貌。」

## 評價
國立成功大學名譽教授蕭瓊瑞表示：「林智信的版畫創作，緊緊抓住和人們生活、民俗、節慶相關的主題，成為台灣歷史文化的一部分。」
臺北市立大學蘇振明教授則指出《迎媽祖》版畫宛如「臺灣媽祖祭儀與藝陣表演的百科全書」。上海大學藝術研究院教授胡懿勳覺得《迎媽祖》版畫兼具歷史事實與藝術表現，他認為：
「《迎媽祖》以長卷式的表現手法，使整體結構展現出具音樂性的律動感，一如北宋張擇端的風俗畫《清明上河圖》一般，描繪出北宋首都的市民生活。此類具有民俗性、時代性、地方性的藝術作品必須根據客觀的事實......忠實的呈現當時代的樣貌。......迎媽祖版畫所顯現的地方性民俗內容亦為台灣後世子孫作出了圖像的紀錄。」
而《迎媽祖》版畫赴國外展出的推手、前國立歷史博物館館長黃光男指出：「迎媽祖巨幅版畫詳實紀錄台灣常民文化、宗教儀式，以及藝術家對媽祖信仰的尊崇，並藉以闡明台灣鄉土的文化精神 。」